# عقيدات المنغنيز

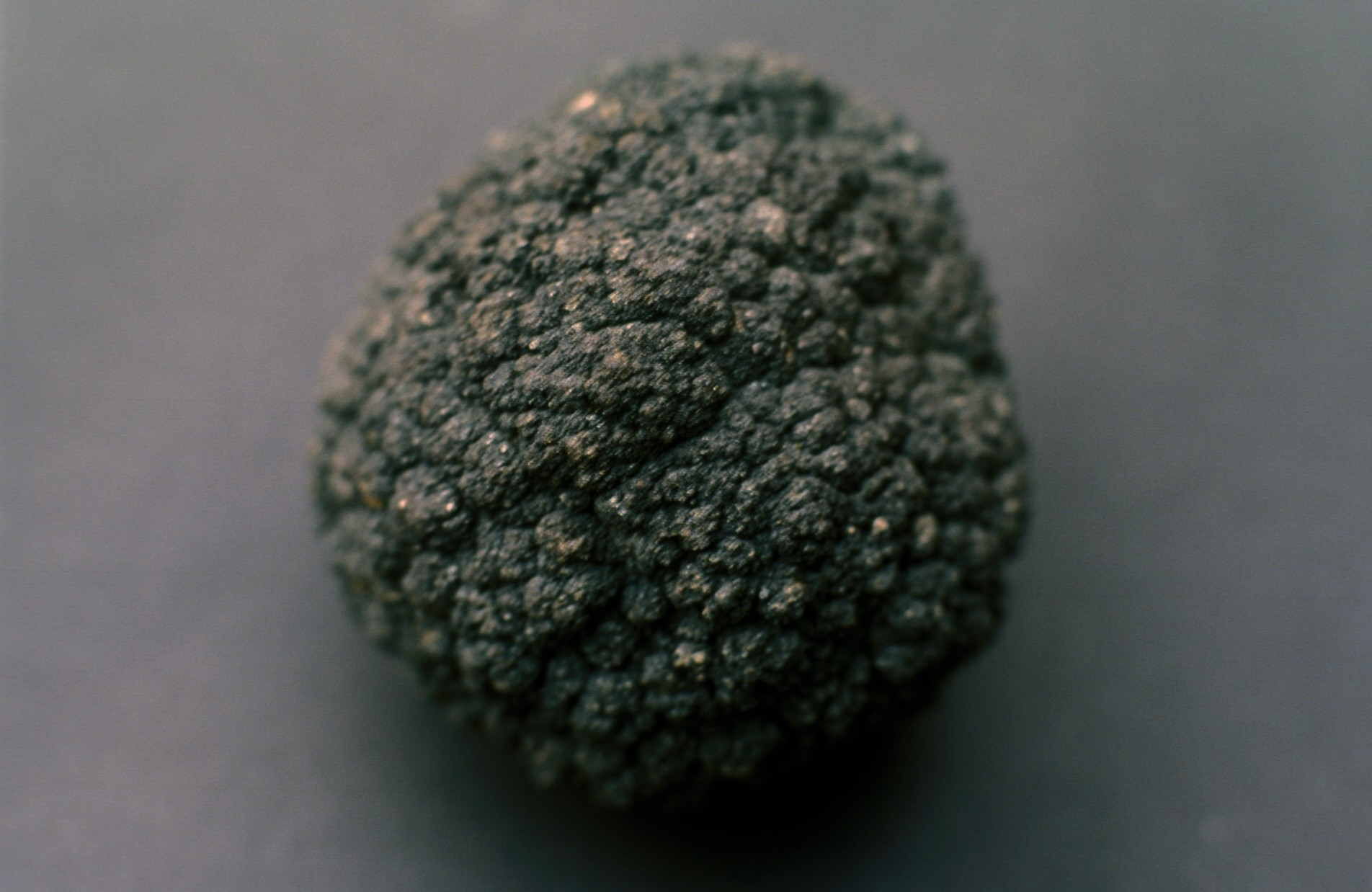
كرة المنغنيز

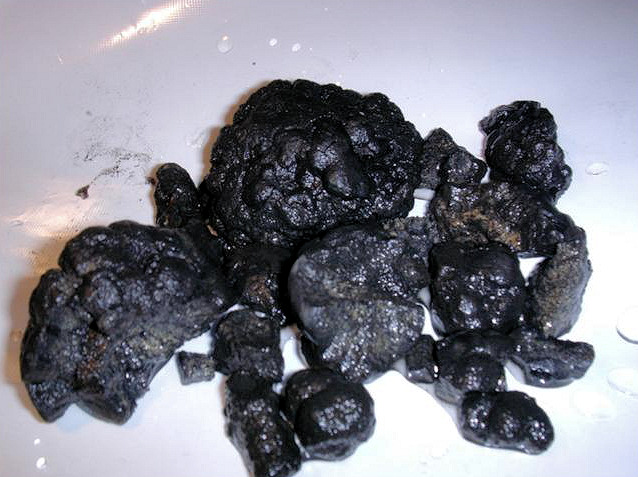
كرة متعددة المعادن

عُقَيدات المنغنيز  هي كريات تحتوي على معادن نادرة يشكل المنغنيز النسبة الأكبر فيها ويشاركه الكوبلت والنحاس والنيكل إضافة إلى كمية قليلة من عشرات المعادن والعناصر القليلة الوجود. وتوجد على أعماق كبيرة من مياه المحيطات قد تصل من أربعة إلى ستة آلاف متر.
تتميز منطقة في شمال المحيط الهادي بكثرة وجود كرات المنغنيز هذه، وتطمع دول عديدة في استغلالها
عند توفر الاستخراج الاقتصادي لها، من ضمن تلك الدول الولايات المتحدة وألمانيا والسويد. تشترك دول متعددة في إرسال سفن بحوث إلى تلك المنطقة للتعرف على الحقول البحرية التي توجد بها تلك الكرات من المنغنيز.

## السفينة تشالنجر
لم يكن الذهب هو المعدن الوحيد الذي جذب أنظار الناس إلى المحيطات، ففي عام 1872 أبحرت السفينة البريطانية تشالنجر طوال أربع سنوات لاستكشاف البحار.
أحد اكتشافات العلماء على متنها هو وجود عدد كبير من كرات المنغنيز مختلفة الأحجام متناثرة في منطقة شمالية في قاع المحيط الهادي، تسمى منطقة تصدع كليبرتون Clipperton Fracture Zone .
أظهر تحليل هذه الكرات أنها تحتوي على معادن نادرة كالمنغنيز والكوبالت والنحاس والنيكل، إضافة إلى كمية قليلة من عشرات المعادن والعناصر القليلة الوجود.

## التكوين
تتكون كرات المنغنيز في أعماق تتراوح من أربعة إلى ستة آلاف متر، وتتكون من عنصري المنغنيز وأكسيد الحديد يلتفان حول جسم مركزي، وهذا الجسم المركزي قد يكون قطعة صخر أو سن سمكة قرش أو عظمة حوت أو بعضاً من كرة منغنيز متفتتة. ويلتحم المنغنيز بهذه الأجسام على شكل طبقات كروية. ويحتاج تشكل كرة بهذا الحجم الذي يكون في حجم البرتقالة أو البرقوق إلى عشرة أو خمسة عشر مليون سنة. وتكون كرات المنغنيز في الأعماق بهذا الأحجام عادة.
الاكتشاف الأخير لكرات المنغنيز يبين أنها تشكلت أحياناً حول العلب، ما يدل على أن عمرها لا يصل إلى ملايين السنين، ويدل على وجود أكثر من احتمال، فقد تتشكل الكرات بأشكال وأحجام مختلفة، بحسب كمية المعادن المتوفرة، كما توصل العلماء إلى وجود علاقة بين تشكل كرات المنغنيز ونشاط العوالق في طبقات المحيط العليا، والعلاقة أن فتات العوالق يساهم في تشكل الكرات.
تقدر كمية وجود درنات المنغنيز في قاع المحيط الهادي بنحو 100 مليون طن.

## الأهمية الاقتصادية
الشركات التي باشرت بحوثها في هذا المجال هي شركات التعدين الكبرى التي كانت متخصصة في استخراج النيكل أو النحاس. والشركة التي باشرت عملها في هذا المجال هي الشركة الدولية للنيكل المعروفة بـ«إنكو». ومع تطور برامج البحث العلمي في مجموعات علمية أنشأتها بعض الدول لتبحث في هذا المجال، بدءوا بإنشاء مؤسسات استشارية دولية كبيرة، تطلبت أموالاً طائلة من أجل تطوير أنظمة التعدين الخاصة باستخراج تلك الثروة المعدنية.
في أوجها بلغت استثمارات البحوث الاستكشافية مئة مليون دولار سنوياً.
بعدما بدأت الشركة في استكشافها مواقع لمعرفة كثافة وجود درنات المنغنيز تبين أنهم بحاجة إلى التقنية المناسبة لاستخراجه. وقد أصبحت مسألة التقنية المناسبة لاستخراجه هي أصعب المور الواجب حلها، حيث أن تلك الكرات توجد مبعثرة في قاع المحيط على أعماق كبيرة. أحد تلك الحلول هو انزال جرافات مثبتة على رافعات في سفن متخصصة لهذه الأعمال إلى قاع البحث على أعماق قد تصل إلى 4000 متر، فتقوم بجرف درنات المنغنيز وتفرغها في خزانات على سطح السفينة على التوالي.
في مطلع السبعينيات بدت الغنيمة في المتناول، تم تطوير سفن ضخمة مزودة بأنابيب ومضخات خاصة، وبدا ممكناً امتصاص هذه الجواهر السوداء باستخدام آلات على شكل مكانس كهربائية عملاقة.
لاستخراج ثروات الأعماق ظهرت سفينة عملاقة لإطلاق حمى الذهب هي «قلومر إكسبلورر» أو «المستكشفة» كانت مزودة بآلات تعدين حديثة، وكان يملكها الملياردير «هاورد هيوز». كان ظهورها على الساحة انطلاقة عصر جديد للتعدين في أعماق البحار.

## الأمم المتحدة وتقويض البحث
العنصر الأكثر أهمية الذي وضع نهاية لاستغلال المعادن هو الدور الذي لعبته الأمم المتحدة. بدأت دول العالم الفقيرة تخشى أن تقوم الدول الغنية باستخراج الثروات من أعماق بحار العالم؛، فإلتقى مندوبو الأمم المتحدة في فنزويلا عام 1975 ووقعوا مسودة قانون البحار الذي يطالب شركات التعدين في البحار بدفع جزء من أرباحها لصندوق خاص تابع للأمم المتحدة لمساعدة دول العالم الفقيرة. لكن ضرورة تقاسم الأرباح مع المنظمة الدولية والذي رافقه انخفاض أسعار المعادن أدى إلى نوقف عمليات استخراج ثروات الأعماق في عام سبعة وسبعين.
كانت كل الشركات واثقة من إمكانية تطوير التقنية اللازمة لكنها أنهت كل محاولاتها، بسبب عدم اقتصاديتها في الوقت الحاضر. وما زالت البحوث على رفوف هذه الشركات حتى الآن.
أثبتت البحوث الاقتصادية للتعدين في الأعماق أنها عملية مكلفة، وأن عملية الاستخراج أصعب بكثير مما تصوروا. فاستخراج بعض العينات من الأعماق لا يعني عمليات استخراج واسعة النطاق. وتصورات امتلاك ثروات هائلة لم يكن سوى سراب، فما زالت تجربة العالم الألماني «هابر» تخيم على البحار.

## ألمانيا تقوم بالحث في المحيط الهادي
تعاقدت الإدارة الفدرالية الألمانية للبحوث الجيولوجية والخامات الأولية في عام 2006 وحصلت على حق القيام بالبحث العلمي في منطقتين في المحيط الهادي تقدر مساحتهما الكلية بنحو 75.000 كيلومتر مربع مع الهيئة الدولية. للقيام بالبحث العلمي في تلك المنطقة قامت ألمانيا بدفع مبلغ 250.000 يورو إلى الأمم المتحدة وفترة التعاقد تشمل 15 سنة؛ مالنطقتان تقعان جنوب غرب هاواي.

المنطقة في المحيط الهادي أصبحت تسمى «حزام المنغنيز»، وهي تمتد بين شاطيء المكسيك حتى هاواي. تبلع عمق المياه فيها بين 4000 إلى 6000 متر تحت سطح الماء. وتنتشر في القاع درنات المنجنيز بما فيها من معادن أخرى.
يبلغ مقاييس كرات المنغنيز بين 3 إلى 8 سنتيمتر. وتحتوي نسبة 25% من المنغنيز ونحو 3% نحاس ونيكل وكوبلت. وتلك الثلاثة معادن الأخيرة في محط الانتباه لأهميتها الصناعية والإنتاجية كمواد أولية. بالإضافة إلى ذلك فتحتوي درنات المنغنيز أيضا على نسب قليلة من موليبدنوم والليثيوم ونيوديميوم، وأنتيمون وجرمانيوم وسيلين وغيرها.
مدة التعاقد للبحث عن مناطق وجود درنات المغنيز 15 سنة. أما لاستخراجه واستغلاله فيحتاج إلى تعاقد آخر مع «الهيئة الدولية لقاع البحار»، حيث يعتبر استخراجه يؤثر سلبا على الكائنات الحية التي تعيش في البحار والمحيطات.
. وتشترك الوزارة الاتحادية للبحث العلمي مع دول أخري في دراسة تبعات استخراج كرات المنغنيز على البيئة. كما قامت سفينة البحوث (سونه) الألمانية بعدة بعثات في عام 2014 في تلك المنطقة، بغرض البحث في التأثيرات على البيئة الناتجة عن استخراج كرات المنغنيز. كما وضعت ألمانيا هذا الموضوع على قائمة مناقشات السبعة الكبار G7 في عام 2015.

## وصلات خارجية
- الهيئة الدولية لقاع المحيط

## قراءات إضافية
- Cronan, D. S. (1980). Underwater Minerals. London: Academic Press.
- Cronan, D. S. (2000). Handbook of Marine Mineral Deposits. Boca Raton: CRC Press.
- Cronan, D. S. (2001). "Manganese nodules." p. 1526-1533 in Encyclopedia of Ocean Sciences, J. Steele, K. Turekian and S. Thorpe, eds. San Diego: Academic Press.
- Earney, F.C. (1990). Marine Mineral Resources. London: Routledge.
- Roy, S. (1981). Manganese Deposits. London: Academic Press.
- Teleki, P.G., M.R. Dobson, J.R. Moore and U. von Stackelberg (eds). (1987). Marine Minerals: Advances in Research and Resource Assessment. Dordrecht: D. Riedel.